# Dampfbackofen

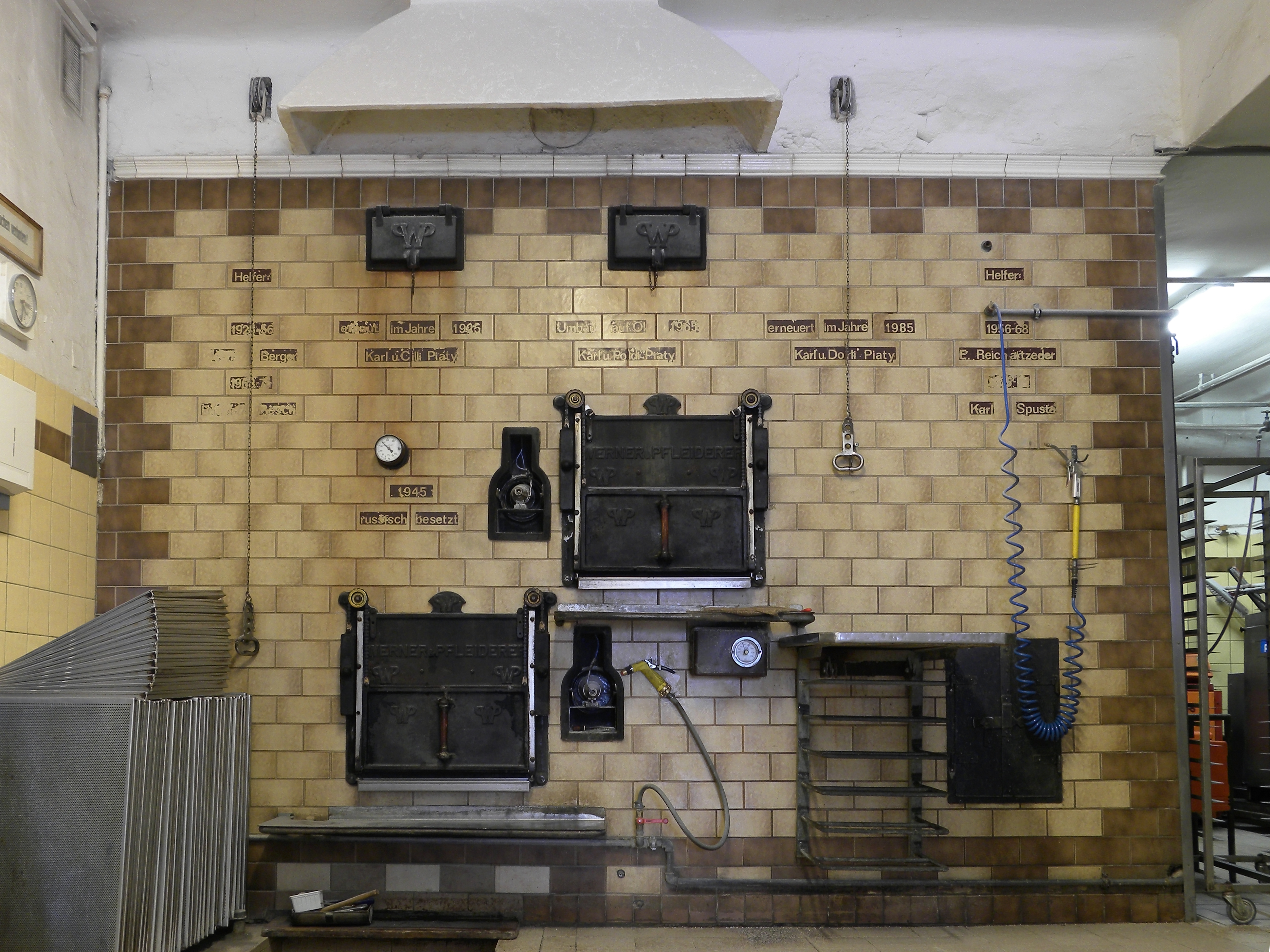
1925 in der Bäckerei Piaty in Waidhofen an der Ybbs als größter österreichischer Dampfbackofen errichtet und seither noch nie ausgekühlt

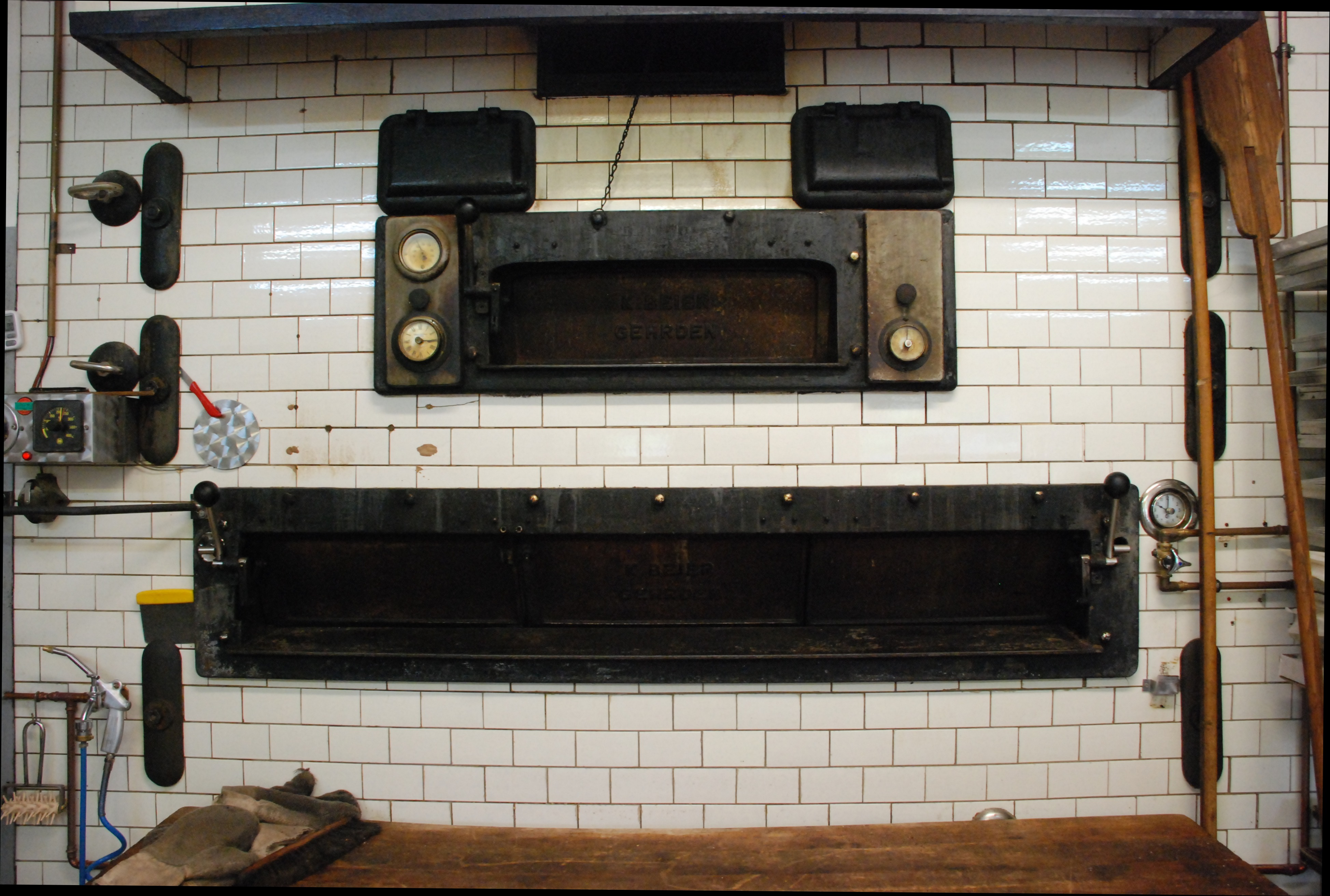
Gemauerter Dampfbackofen von 1959 einer Bäckerei in Schloss Ricklingen

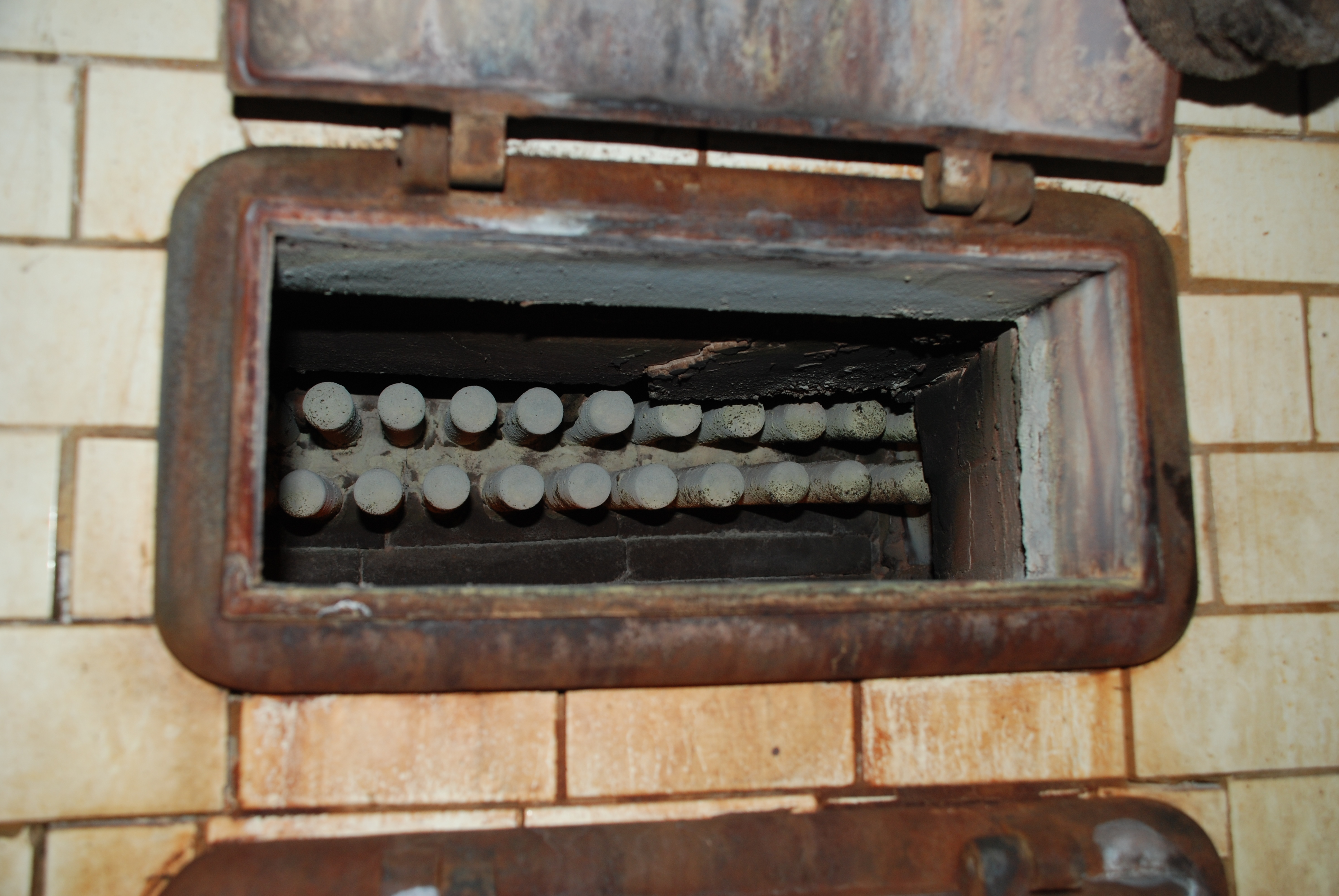
Blick auf die Perkinsrohre in der Feuerkammer

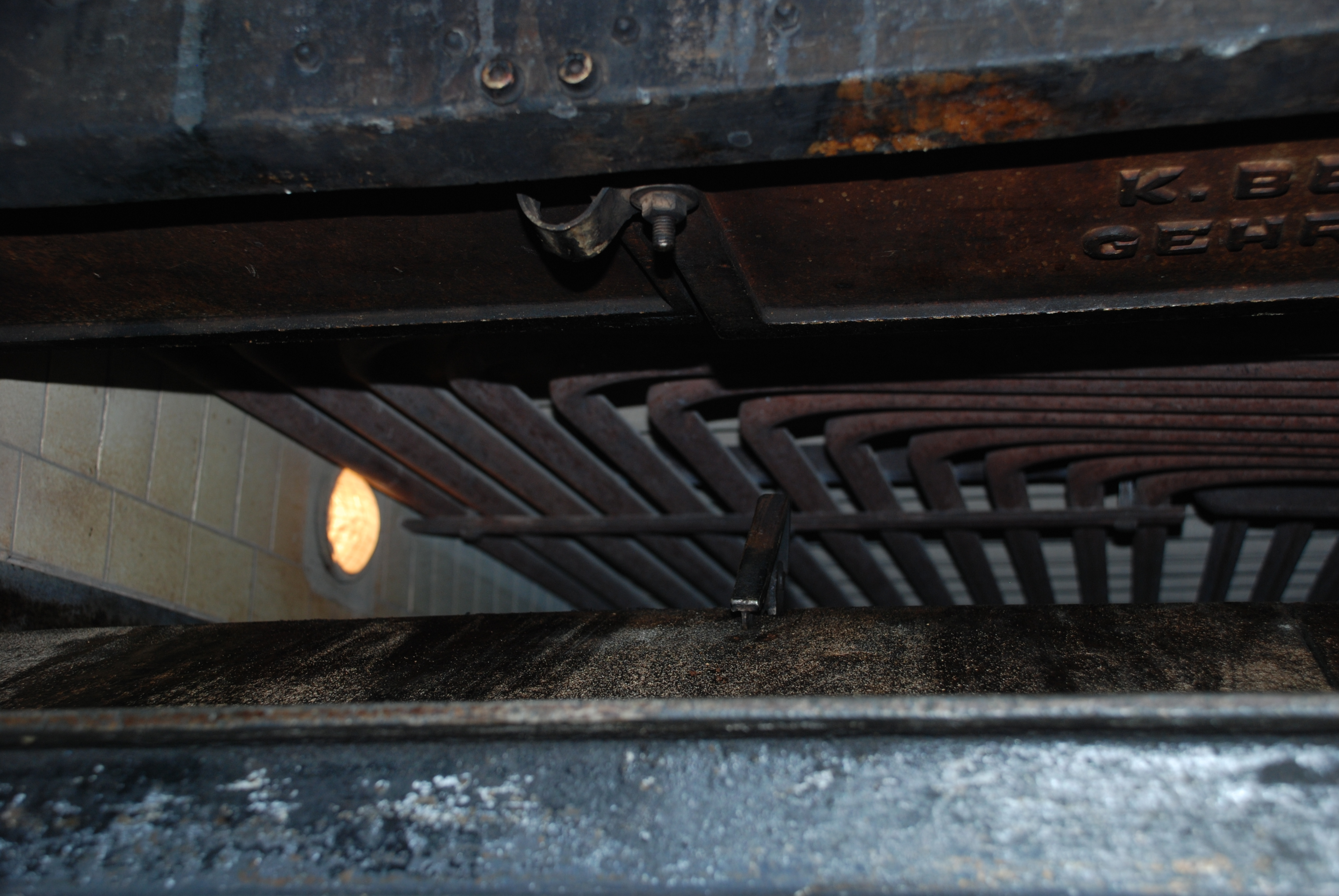
Blick auf die Perkinsrohre der Oberhitze in der Backkammer

Ein Dampfbackofen ist im engeren Sinne ein Backofen, bei dem die Wärme aus der Heiz- in die Backkammer mit Wasserdampf  erfolgt. Damit werden die Bereiche für Heizen und Backen getrennt, so dass ohne Unterbrechung des Backens nachgeheizt werden kann.

## Technisches Prinzip
Ein Dampfbackofen ist ein Backofen, bei dem die Wärme vom Heizraum in die Backkammer mittels Dampf in einem geschlossenen System, den von Loftus Perkins eingeführten Perkinsrohren, übertragen wird. Dabei handelt es sich um Röhren, die ähnlich wie Wärmerohre teilweise mit Wasser gefüllt sind und die an beiden Enden verschlossen sind. Die Rohre ragen ca. 15 bis 30 cm in einen Heizraum, wo sie mit einer durch Holz, Kohle, Heizöl oder Gas erzeugten Flamme erhitzt werden. In den Rohren entsteht dadurch Wasserdampf (bis zu 300 °C heiß), der die Wärme von der Heizkammer in die Backkammer führt und diese so aufheizt. Perkinsrohre, die im unteren Bereich der Backkammer montiert werden, bilden die Unterhitze, solche im oberen Bereich die Oberhitze. Ober- und Unterhitze sind dabei nicht einzeln regulierbar. In den beidseitig geschlossenen Perkinsrohren bildet sich durch das Erhitzen ein Überdruck, so dass sich der Siedepunkt des Wassers erhöht. Durch die Abgabe der Energie an die Backkammer kondensiert der Dampf und läuft im Rohr zum Heizraum zurück. Es ist wichtig, dass die Rohre zum Heizraum hin ein leichtes Gefälle aufweisen, um einen ungestörten Kreislauf (Aufheizen – Verdampfen – Wärmeabgabe – Kondensation – erneutes Aufheizen) zu gewährleisten. Wird der in den Heizraum hereinragende Teil des Rohres überhitzt (z. B. weil das Kondensat nicht zurückläuft oder zu stark geheizt wurde), kann das Rohr durch Überdruck explodieren, was früher in Bäckereien durchaus vorkam und das Image des Dampfbackofens bis heute negativ belastet.
Dampfbacköfen mit Perkinsrohren stellten im 19. Jahrhundert eine Revolution im Ofenbau dar, da Heizkammer und Backkammer erstmals getrennt waren. Man konnte während des Backens somit auch nachheizen und dadurch kontinuierlich backen. Dies war beim altdeutschen Holzbackofen nicht möglich, da Backkammer und Heizkammer identisch waren. Man musste also erst den Backraum aufheizen und die Energie in dem aus Schamottsteinen gebildeten Backkammergewölbe speichern. Nach Entfernung des Abbrandes konnte dann im selben Raum bei fallender Temperatur gebacken werden. War die gespeicherte Wärme nach Beendigung des Backprozesses verbraucht, musste erneut aufgeheizt werden.

### Ringrohrofen
Eine Weiterentwicklung des Perkins-Backofens ist der Ringrohrofen, der heute noch in Luxemburg, Frankreich und Italien hergestellt wird. Aus dickwandigem nahtlos gezogenen Rohr wird ein geschlossener rechteckförmiger Außenring hergestellt, in den Querrohre eingeschweißt werden. Entsprechend der Tiefe des Backofens werden die Ringe hintereinander angeordnet, so dass die Querrohre die Ober- und Unterhitze der Backkammern bilden. Der untere Teil der zum Teil mit Wasser gefüllten Ringe wird durch heiße Verbrennungsgase (Öl, Gas oder Holz) aufgeheizt. Es entsteht wie beim Perkins-Ofen ein Wasser-Dampf-Gemisch mit hoher Temperatur (bis zu 300 °C), welches aufsteigt und die Energie über die Querrohre zu den Backkammer bringt. Bei Abgabe der Energie an die Backkammer kommt es zur Kondensation und das flüssige Wasser läuft zurück nach unten, um erneut aufgeheizt zu werden. Auch hier findet also ein Kreislauf statt, im Unterschied zum Perkins-Ofen gibt es in den Rohren aber nur eine Flussrichtung, aufsteigender Dampf und zurücklaufendes Kondensat begegnen sich nicht. Dadurch ist der Betrieb des Backofens sehr viel sicherer, ein Überhitzen könnte nur bei Ausfall der Temperaturregelung des Backofens auftreten (Durchheizen des Brenners), was aber wiederum durch einen Sicherheitstemperaturbegrenzer, der bei Übertemperatur direkt den Brenner abschaltet, ausgeschlossen werden kann.
Der wesentliche Vorteil des Ringrohr-Dampfbackofens ist, dass die Zirkulation des Wärmeträgers (Wasser) in einem hermetisch geschlossenen System ohne zusätzliche Komponenten wie Pumpen oder Ventile "von allein" abläuft. Dies erlaubt eine lange Lebensdauer, abgesehen von Brenner und Schwadenapparaten ist keine Wartung erforderlich und der Backofen ist extrem leise. Ringrohr-Dampfbacköfen werden sowohl in reiner Stahlbauweise als auch in gemauerter Ausführung hergestellt. Bei letzterer wird der Rauchgaskanal gemauert und abschließend die Außenringe in Zement eingebettet, so dass eine Backmuffel mit hoher thermischer Masse entsteht, die mehr Energie speichern kann und beim Beschicken des Backofens deutlich weniger Temperaturabfall aufweist. Insgesamt sagt man dem Ringrohr-Dampfbackofen nach, energiesparend zu sein, da die Abgastemperaturen niedrig gehalten werden können und keine elektrischen Verbraucher wie Pumpen oder Ventilatoren benötigt werden. Charakteristisch für diesen Backofentyp ist generell ein träges Temperaturverhalten, was auch nachteilig sein kann, insbesondere beim anfänglichen Aufheizen und beim Wechsel der Backtemperaturen. Die wichtigen Hersteller dieser Ringrohr-Dampfbacköfen sind heute noch Bongard und Fringand in Frankreich, Hein in Luxemburg sowie Mondial Forni, Tagliavini und Logiudice in Italien.
Technisch gesehen gilt, dass man für einen Backofen, in dem man größere Mengen in kürzerer Zeit backen will, zwei getrennte Räume braucht, die Heizkammer und die Backkammer, die durch ein Medium zur Wärmeübertragung verbunden sind, man spricht so von indirekt beheizten Backöfen. Wasser war damals das Bestmachbare, wie z. B. auch bei der Dampfmaschine. Im Gegensatz zur Dampfmaschine hat der Ringrohr-Dampfbackofen aber auch heute noch seine Berechtigung. Als weitere Wärmeträger sind heute weit verbreitet Luft, Rauchgas und Thermoöl. Dagegen gibt es auch noch direkt beheizte elektrisch Backöfen, die keinen Wärmeträger benötigen, da die Heizelemente in der Backkammer ober- und unterhalb des Backgutes liegen und so den Vorteil einer regelbaren Ober- und Unterhitze aufweisen. Sie werden vornehmlich in Konditoreien eingesetzt.

## Geschichte
Das Auftreten des Dampfbackofen markiert im weiteren Sinne einen Umbruch in der Geschichte des Backofens. Bis in die Mitte des 19. Jahrhunderts wurden traditionelle Backöfen verwendet, bei denen Backofensteine durch ein Feuer erhitzt wurde, auf dem dann das Brot gebacken wurde. Solche Öfen fand man in vielen Häusern und auch in den gewerblichen Bäckereien am Ort. Sie eigneten sich jedoch nicht für die Massenproduktion, um in den schnell wachsenden Städten dieser Zeit die Versorgung effektiv zu gewährleisten.
Der drängende Bedarf machte eine Neuausrichtung nötig. So wurde 1844 die erste Großbäckerei in Berlin gegründet, kurze Zeit später erfand ein Franzose eine Teigknetmaschine, und in England wurde ein neuartiger Dampfbackofen vorgestellt.
Um das Jahr 1900 begann dann eine Entwicklung, in der alte Bäckereien umgerüstet wurden in moderne Dampfbäckereien. Der Name Dampfbäckerei garantierte dabei dem Kunden eine Herstellung von Brot auf neuestem Stand und entsprechend gleichbleibender Qualität. Viele Bäckereigründungen in den ersten Jahrzehnten des 20. Jahrhunderts führten daher den Begriff Dampfbäckerei als Namensbestandteil, diesen Begriff sieht man heute noch vereinzelt in Österreich. Erst in der Mitte des 20. Jahrhunderts wurden dann die Großbäckereien umgestellt, sodass die Nutzung der Öfen mit Fließbändern oder mit Auszugsherden genutzt wurden, jedoch wurden diese Öfen nicht mehr mit Dampf beheizt, sondern hauptsächlich mit Heizöl oder Gas.